# Полёт (предприятие)
Производственное объединение «Полёт» — одно из крупнейших машиностроительных предприятий России. Специализируется на выпуске ракетно-космической и авиационной техники.

## История
24 июля 1941 года, на базе эвакуированных во время Великой Отечественной войны московских авиационных заводов № 156 (ныне ОАО «Туполев») и № 81 (ныне ОАО «Тушинский машиностроительный завод»), был образован[где?] самолётостроительный завод № 166. Первым директором был назначен лётчик, Герой Советского Союза А. В. Ляпидевский.
В 1941—1943 гг. при заводе работало опытно-конструкторское бюро авиаконструктора А. Н. Туполева.
За годы Великой Отечественной войны завод № 166 изготовил 80 бомбардировщиков Ту-2, более 3500 истребителей Як-9. Всего с 1942 по 1945 годы завод изготовил более 3800 самолётов разных марок и модификаций.
После войны на заводе производились: реактивный бомбардировщик Ил-28 (произведено 758 машин) и первый в СССР гражданский реактивный самолёт Ту-104 (произведена 61 машина). 

В конце 1950-х годов завод № 166 перешёл на выпуск боевых баллистических ракет.
В 1970-е годы завод был преобразован в производственное объединение (ПО), в состав которого вошли также заводы по производству ракетно-космической техники и товаров народного потребления. Первым гендиректором ПО «Полёт» был С. С. Бовкун.
С 1968 года в ПО началось производство ракеты-носителя лёгкого класса «Космос-3М». Впоследствии в задачи ПО было добавлено производство космических аппаратов связи и навигации.
РФ
В начале 1990-х годов на ПО «Полёт» был освоен выпуск многоцелевого самолёта Ан-74 и налажено серийное производство лёгкого многоцелевого самолёта Ан-3Т.
Совместно с АНТК им. Антонова в начале 2001 года на ПО «Полёт» был восстановлен экспериментальный образец военно-транспортного самолёта Ан-70.
3 февраля 2007 года указом президента РФ В. В. Путина ПО «Полёт» было присоединено к ФГУП «ГКНПЦ им. М. В. Хруничева». В конце 2007 года ПО «Полёт» было преобразовано в филиал ФГУП «ГКНПЦ им. М. В. Хруничева» и было переименовано в ПО «Полёт» — филиал ФГУП «ГКНПЦ им. М. В. Хруничева».
В мае 2008 года началась модернизация производства. Станочный парк цехов предприятия пополнился установками «Лиана Р100Е» и обрабатывающими центрами «Hurco VMX50».

## Выпускаемая продукция

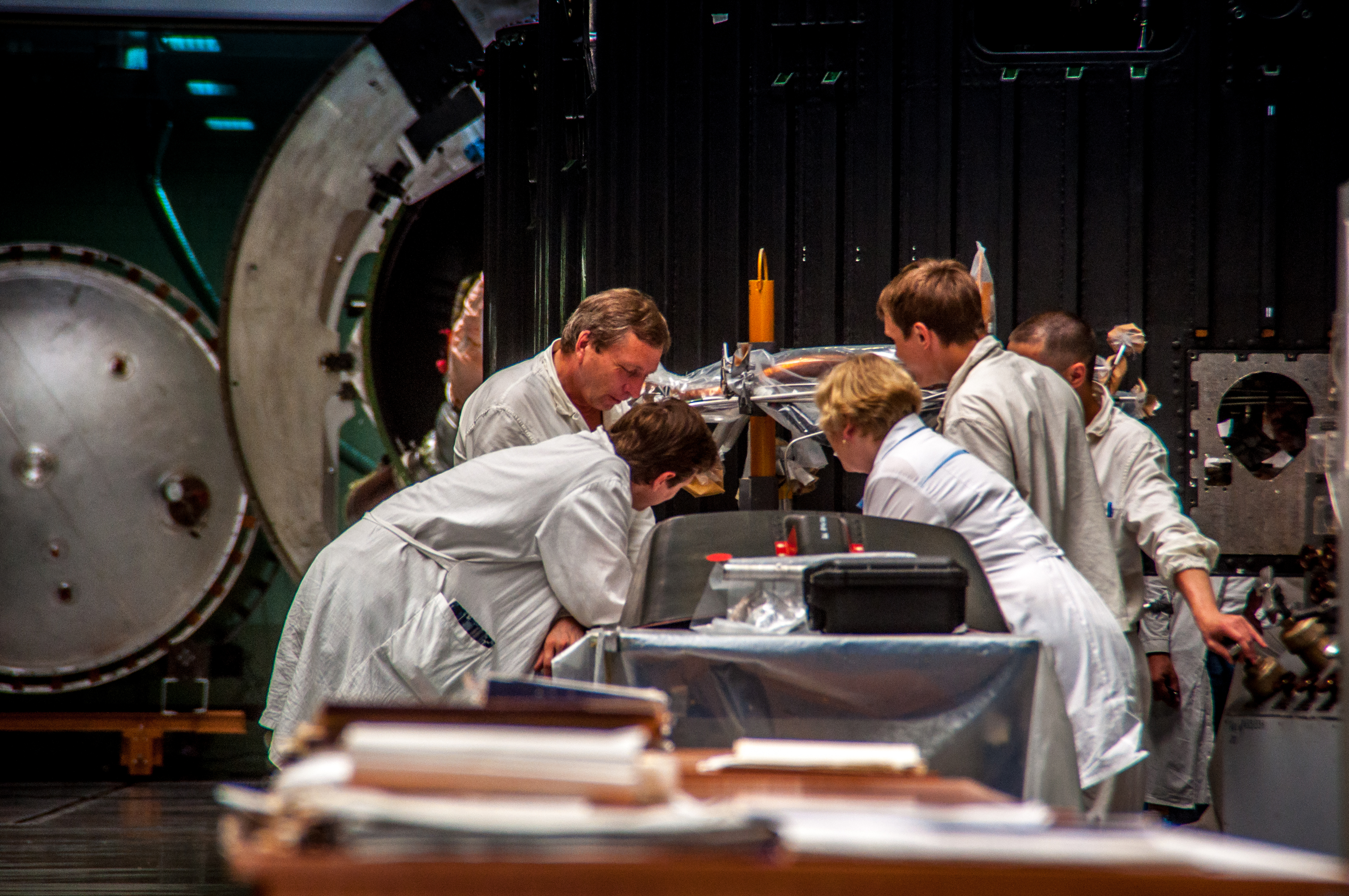
Освоение полного цикла сборки «Ангары» на территории предприятия.

### Ракетно-космическая техника
На «Полёте» создано более 250 различных космических аппаратов: 87 аппаратов навигационной системы ГЛОНАСС, космический аппарат «Надежда» (основной элемент международной спутниковой системы «КОСПАС-САРСАТ», с 1982 года запущено 10 КА).
На ПО «Полёт» разработан малый космический аппарат нового поколения «Стерх», который призван заменить КА «Надежда» и обеспечить дальнейшее развитие и более эффективное использование системы «КОСПАС-САРСАТ». Аппарат выведен на орбиту в июле 2009 года. Второй подобный аппарат выведен на орбиту в сентябре того же года. Заявленный срок их активного существования составляет пять лет. Реально же «Стерхи» штатно отработали менее одного года.
В январе 2005 года был запущен малый космический аппарат «Университетский» для исследования радиационного пояса Земли и солнечной активности.
ПО «Полёт» вошло в состав Центра им. Хруничева в 2007 году. Первый этап реконструкции и модернизации ПО «Полёт» был начат в 2009 году, на этой стадии инвестиции составляли 6 млрд рублей (по другим данным — 7 млрд рублей).
Второй этап предусматривает вложения в 10 млрд рублей.
Затраты на третий этап пока неизвестны, он должен завершиться переходом на производство более 20 универсальных ракетных модулей для «Ангары» в год.
В июне 2015 года было принято решение о переоснащении производственных цехов ПО «Полёт» под выпуск ракетных модулей для нового семейства отечественных ракет-носителей «Ангара», комплектующих и конструкций для ракет-носителей «Протон-М» и «Рокот».
В 2023 году Роскосмос планирует развернуть на ПО «Полёт» серийное производство РН «Ангара», которые в 2024 году полностью заменят «Протоны».

## Санкции
12 декабря 2023 года, из-за российского вторжения на Украину, предприятие включено в блокирующий санкционный список США против компаний поставляющих продукцию для российской военно-промышленной базы. Ранее предприятие было включено в санкционный список Украины

## Награды
Деятельность ПО «Полёт» неоднократно отмечалась правительственными наградами:
- Орден Ленина 17 июня 1961 года
- Орден Трудового Красного Знамени 2 июля 1945 года
- Орден Октябрьской Революции 16 декабря 1971 года